# Consum etnocentric
Consumul etnocentric este o noțiune derivată dintr-un termen mai general: conceptul  de etnocentrism din psihologie.
Practic, indivizii cu un grad ridicat de etnocentrism au tendința de a vedea propriul grup ca fiind superior altora. Ca atare, aceștia văd lucrurile doar din  propria perspectivă și îi resping pe cei care au o viziune diferită (Netemeyer și colaboratorii, 1991; Shimp & Sharma, 1987). La rândul ei, această idee are la bază teorii sociologice referitoare la relațiile stabilite cu membrii din interiorul propriilor grupuri (grupuri interne) și cu cei din afara lor (grupuri externe) (Shimp & Sharma, 1987). Etnocentrismul se regăsește în mod constant și este o caracteristică  definitorie, atât  pentru grupurile cu care o persoană se identifică, cât și pentru cele de care nu aparține (Jones, 1997; Ryan & Bogart, 1997).
Conceptul de consum etnocentric se referă la viziunile etnocentrice ale consumatorilor dintr-o țară, care reprezintă grupul intern, împotriva produselor de proveniență străină reprezentative pentru grupul extern (Shimp & Sharma, 1987). Achiziționarea produselor de import poate fi considerată de aceștia un lucru nepotrivit și chiar imoral.
Achiziționarea produselor străine poate fi privită ca fiind necorespunzătoare deoarece afectează atât locurile de muncă ale conaționalilor, cât și economia țării și, implicit, o dovadă a lipsei de patriotism  (Klein, 2002; Netemeyer și colaboratorii, 1991; Sharma, Shimp, & Shin, 1995; Shimp & Sharma, 1987).

## Caracteristici
Consumul etnocentric le oferă celor care îl practică posibilitatea de a înțelege ce achiziții sunt acceptate de către grupul intern, păstrând astfel intact sentimentul de identitate națională și de apartenență. În  ceea ce îi privește pe consumatorii care nu sunt nici etnocentrici, nici policentrici, aceștia evaluează produsele pe baza provenienței lor și le consideră ca fiind de o calitate superioară pe cele care provin din exterior (Shimp & Sharma, 1987; Vida & Dmitrovic, 2001).
Brodowsky (1998) a analizat acest fenomen având drept subiect de studiu cumpărătorii de mașini din SUA și a găsit o puternică relație pozitivă între etnocentrism și patriotism în evaluarea  automobilelor. Consumatorii cu un nivel scăzut de etnocentrism par să evalueze automobilele ținând mai degrabă cont de calitățile reale decât de țara de proveniență. Brodowsky sugerează că înțelegerea etnocentrismului în materie de consum este esențială pentru a putea observa efectele produse de țara de origine.
Diverse studii au identificat mai multe aspecte ale consumului etnocentric; astfel, cei care tind să fie mai puțin etnocentrici sunt consumatorii tineri, bărbații și cei cu un nivel mai ridicat de educație și de venit (Balabanis și colaboratorii, 2001, Good & Huddleston, 1995, Sharma și colab., 1995 ).
Balabanis și colaboratorii au constatat că factorii determinanți ai consumului etnocentric pot varia de la o țară la alta și de la o cultură la alta. În Turcia, de exemplu, studiile au arătat că patriotismul este cel mai important motiv care explică acest fenomen (Acikdilli și colaboratorii, 2017). Această teorie are la bază cultura colectivistă a Turciei, patriotismul fiind o expresie importantă a loialității față de grup. Sentimentele naționaliste bazate pe un simț al superioritatății și dominației au părut să fie cea mai importantă contribuție la consumul etnocentric din Republica Cehă, o țară mult mai individualistă.

## Scara de tendințelor etnocentrice în consum (CETSCALE)
Shimp și Sharma (1987) au analizat consumul etnocentric folosind un test cuantificabil, o scară de tendințe etnocentrice a consumatorilor (CETSCALE). Dezvoltarea inițială a CETSCALE a început cu 225 de întrebări diferite, care au fost reduse la 100 înainte de a fi trimise către un grup de studiu pentru prima examinare. Printr-o serie de studii repetate și perfecționate, numărul de întrebări a fost în cele din urmă redus la 17.  Shimp și Sharma au validat CETSCALE în S.U.A după o perioadă intensă de studii.
Deși modelul CETSCALE cu 17 elemente este versiunea originală dezvoltată de Shimp și Sharma (1987), s-au folosit versiuni mai scurte, cum ar fi cea cu 10 elemente, dezvoltat în paralel cu versiunea completă.
Aceasta este probabil versiunea cea mai frecvent utilizată  a CETSCALE, ca urmare a numărului relativ redus de întrebări (Balabanis et al., 2001, Klein, 2002, Klein și alții, 1998, Neese & Hult, 2002, Netemeyer și colaboratorii, 1991; Vida & Dmitrovic, 2001). Alte versiuni au fost folosite cu succes, inclusiv o versiune utilizată de Klein (2002), cu doar patru elemente. S-a constatat că acestea au o corelație .96 cu versiunea de 10 elemente.
Cel mai important test al valabilității CETSCALE, în alte țări decât SUA, a fost efectuat în 1991 (Netemeyer et al., 1991; Wang, 1996). Netemeyer și colaboratorii săi și-au îndreptat sfera de studiu către studenții din S.U.A., Franța, Japonia și Germania de Vest, după care au comparat rezultatele.
Atât versiunea cu 17 itemi, cât și versiunea cu 10 itemi au fost testate. S-a constatat că ambele versiuni ale CETSCALE sunt fiabile în diferitele culturi în care au fost testate. Rezultatele au ajutat, de asemenea, la recunoașterea CETCSCALE ca măsură a etnocentricismului consumatorilor. De atunci, CETSCALE a fost folosit în numeroase studii efectuate în diferite țări și culturi.